# バーサ (バンド)
バーサ（Birtha）は、1970年代初頭のアメリカの全員女性によるロック・バンド。ロサンゼルスで結成されたこのバンドは、シェレ・ピニゾット（ギター）、ローズマリー・バトラー（ベース）、シェリー・ハグラー（キーボード）、オリヴィア・"ライヴァー"・ファヴェーラ（ドラム）で構成されていた。バンド・メンバーそれぞれがリード・ボーカルとハーモニーを提供した。

## 略歴
シェレ・ピニゾット、ローズマリー・バトラー、シェリー・ハグラーは、ロサンゼルスとオレンジ・カウンティで育ち、高校時代は一緒にバンドで演奏した。ピニゾットとバトラーは2人とも、ザ・レディバーズ（The Ladybirds）という名前のフラートンのガールズ・バンドに所属していた。その後、彼らはグループ「バーサ（Birtha）」を結成した。1968年にオリヴィア・ファヴェーラが加わり、その頃よりグループはカリフォルニアからアラスカまで西海岸沿いのクラブで演奏を始めた。続く3年間、バーサは自分たちの演奏技術の向上に取り組み、1971年までに独自の楽曲を書き始めた。バンドの曲のほとんどはグループのメンバーによって作曲されたが、マーク・ウィックマンやガブリエル・メクラーなど、外部作家が作曲に貢献することもあった。バンドはピニゾットの弟、マイケルによってマネージメントされていた。
バーサは、1972年にダンヒル・レコードとレコード契約を結び、同年後半にメクラーのプロデュースによるデビュー・セルフタイトル・アルバムをリリースした。アルバムのリリース後、バーサはアメリカ、カナダ、ヨーロッパをツアーしていった。このグループは、キンクスとのイギリス・ツアー中に、ショーの宣伝チラシに「バーサにはタマがある (Birtha has balls)」と記載され、ある程度の悪名を博した。1972年、彼らはイギリスのテレビ音楽番組『The Old Grey Whistle Test』に出演した。バーサはロサンゼルスへ帰ってくると、よくウィスキー・ア・ゴーゴーやザ・トルバドールで演奏したり、グレンデールのザ・ソッピース・キャメルというクラブでも演奏した。
1973年、バーサはクリストファー・ヒューストンのプロデュースによるセカンド・アルバム『バーサ 2 (Can't Stop the Madness)』をリリースした。バンドはツアーを続け、年間250日以上ものツアーを行い、フリートウッド・マック、アリス・クーパー、ポコ、ブラック・オーク・アーカンソー、チーチ&チョン、B.B.キング、スリー・ドッグ・ナイト、ジェイムス・ギャングなどのアーティストたちと共演してきた。バンドは1975年に解散した。
バンドの曲「Too Much Woman for a Hen Pecked Man」は、2013年のクリス・A・ヒメネス監督のスペイン映画『Perdedores Natos』（『Natural Born Losers』）のサウンドトラックに収録された。
このページの以前のバージョンでは、ドラマーのオリヴィア・"ライヴァー"・ファヴェーラ（1950年4月6日生まれ）が、2011年6月1日に61歳で亡くなったと誤って記載されていた。ただし、2023年7月11日の時点で、彼女は生きていることがわかっている。
ギタリストのミケーレ・"シェレ"・ピニゾット（1947年4月2日、カリフォルニア州アルテシア生）は、2014年2月4日に66歳で死去した。

## ディスコグラフィ

### スタジオ・アルバム
- 『ファースト・アルバム』 - Birtha (1972年、Dunhill/ABC) ※シングル「Free Spirit」を収録[6]
- 『バーサ 2』 - Can't Stop the Madness (1973年、Dunhill/ABC)